# سیارک ۲۰۵۴۵
سیارک ۲۰۵۴۵ (به انگلیسی: 20545 Karenhowell، نامگذاری:1999RS104) بیست هزار و پانصد و چهل و پنجمین سیارک کشف شده‌است که در ۸ سپتامبر ۱۹۹۹ کشف شد.
قدر مطلق سیارک برابر ۱۲.۹ است.